# John Soane
Sir John Soane (Goring-On-Thames, Oxfordshire, 10 de setembre de 1753 - Londres, 20 de gener de 1837) va ser un arquitecte anglès que despuntà en l'estil neoclàssic. Les seves obres arquitectòniques es distingeixen per les seves línies netes, l'estil senzill, el detall clar i decisiu, les proporcions acurades i l'ús estudiat de les fonts de llum. La influència de la seva obra, arribant al final de l'època georgiana, va ser inundada pel renaixement dels estils del segle xix. No va ser fins a finals d'aquell segle que la influència de l'arquitectura de Sir John Soane es va generalitzar. El seu treball més conegut és l'edifici del Banc d'Anglaterra situat a la ciutat de Londres, un edifici que va tenir un efecte generalitzat en l'arquitectura comercial de l'època. La casa de Londres on va viure actualment és el Sir John Soane's Museum.